# The Legends
The Legends är ett svenskt indieband, bildat i januari 2003. Bandet släpper sina skivor på den svenska etiketten Labrador.

## Biografi
The Legends bildades i januari 2003 och endast en vecka senare hade bandet sin första spelning som förband till The Radio Dept. Bandet bestod ursprungligen av nio medlemmar, där Johan Angergård var bandets låtskrivare och sångare.
Bandet skivdebuterade 2004 med EP-skivan There and Back Again och senare samma år kom albumdebuten Up Against the Legends.
På uppföljaren Public Radio (2005) hade bandets sound förändrats till att likna The Cure och New Order. Det ursprungliga niomannabandet hade nu reducerats till en medlem: Johan Angergård. Han kommenterade förändringen: "The Legends har egentligen aldrig varit ett riktigt band på det sättet. Jag gjorde hela förra skivan själv också.... jag tror att uppemot 25 bandmedlemmar har passerat revy i The Legends på de här två åren, men bara på scenen, aldrig i studion. Har man stilen att "alla får vara med, ni får komma och gå som ni vill". Ja, då kommer och går folk som de vill - helt plötsligt ska de börja arbeta någonstans, eller får inte vara med för någon flickvän eller så".
The Legends tredje studioalbum, Facts and Figures, utgavs 2006. I kontrast till tidigare alster var skivan inspirerad av Daft Punk och Kraftwerk.
Gruppens fjärde studioalbum, Over and Over, släpptes 2009. På skivan blandas flera olika stilar, alltifrån 60-talspop till noiserock.

## Diskografi
Album
- 2003 - Up Against the Legends
- 2005 - Public Radio
- 2006 - Facts and Figures
- 2009 - Over and Over

EP
- 2003 - There and Back Again
- 2004 - Call It Ours
- 2005 - He Knows the Sun
- 2006 - Hide Away

Singlar
- 2006 - Play It for Today
- 2006 - Lucky Star